# Cheese dog
Il cheese dog è una variante statunitense dell'hot dog contenente formaggio grattugiato o affettato. Alimento apprezzato in tutti gli USA, il cheese dog è presente in molte varianti che possono contenere cheddar, formaggio spalmabile o swiss cheese.

## Varianti
- Coney dog – un cheese dog contenente chili con carne.[4] La sua versione con formaggio risulta ideata da Thomas Kiradjieff nel 1922.[5]
- Francheezie – variante chicagoana con bacon e cheddar o velveeta.[6]
- Macaroni and cheese dog – condito con maccheroni.[7]
- Reuben dog – un Reuben sandwich preparato usando il pane per hot dog. Contiene carne in scatola, crauti, formaggio svizzero e salsa russa.[1]
- Seattle dog – variante nata a Seattle con crema di formaggio.[8][9]
- Swiener – specialità di San Diego (California) contenente raclette e preparata con il pane baguette.[10]
- Swiss-style cheese dog o Swiss schnauzer – costituito da un bratwurst servito con formaggio svizzero e crauti.[10]
- Texas Tommy – a base di bacon e formaggio.